# Obrowo (przystanek kolejowy)
Obrowo – przystanek kolejowy w Obrowie, w województwie kujawsko-pomorskim, w Polsce.

## Ruch pasażerski
| Rok  | Wymiana pasażerska na dobę |
| ---- | -------------------------- |
| 2017 | 0-9                        |
| 2022 | 10-19                      |

## Charakterystyka
Znajduje się tu 1 peron. Przystanek jest obsługiwany wyłącznie przez pociągi osobowe prywatnego przewoźnika kolejowego Arriva RP.

## Połączenia
- Lipno
- Sierpc
- Skępe
- Toruń Główny

## Galeria
Stan budynków stacyjnych i peronu z kwietnia 2017 roku

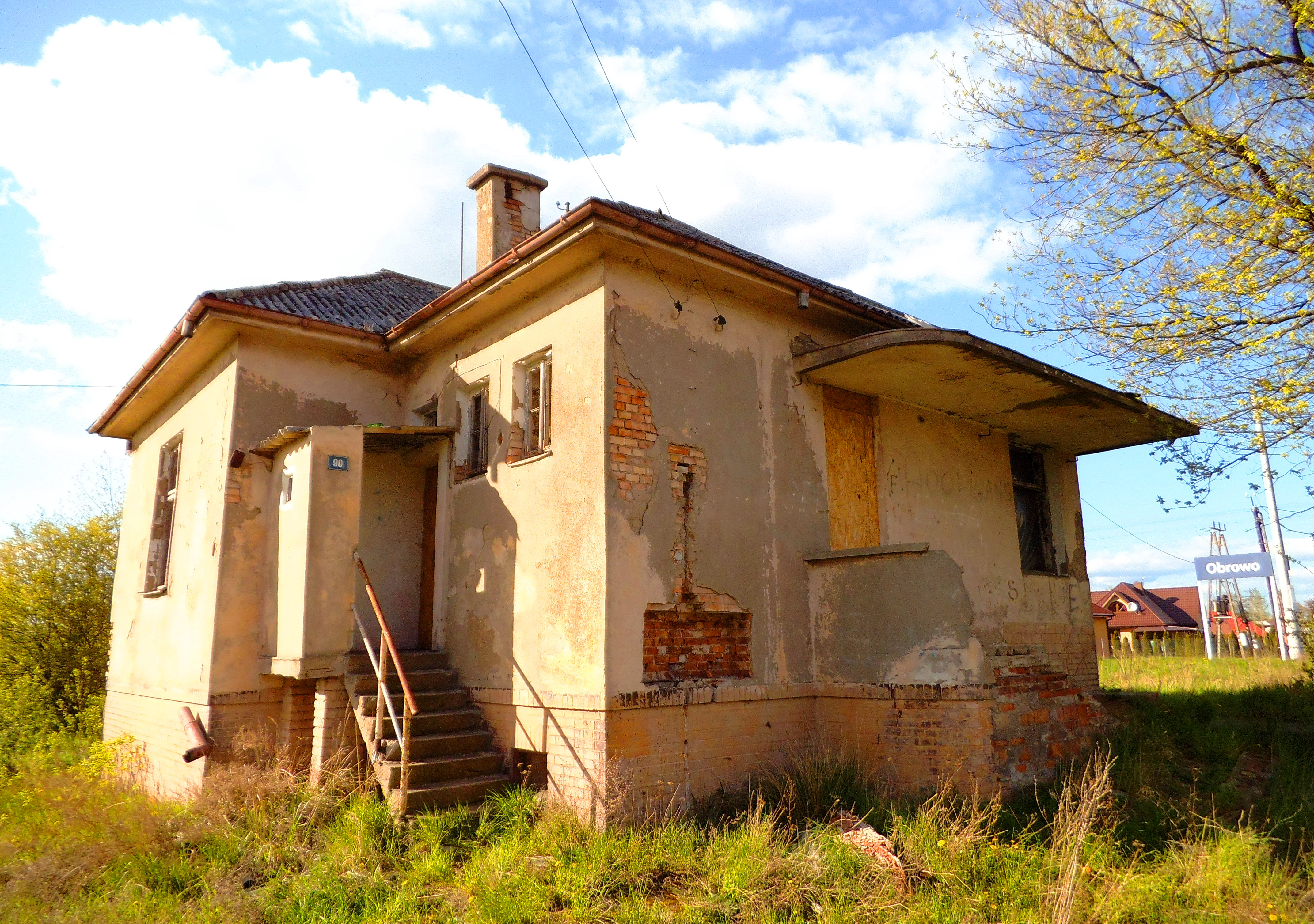
Budynek stacyjny
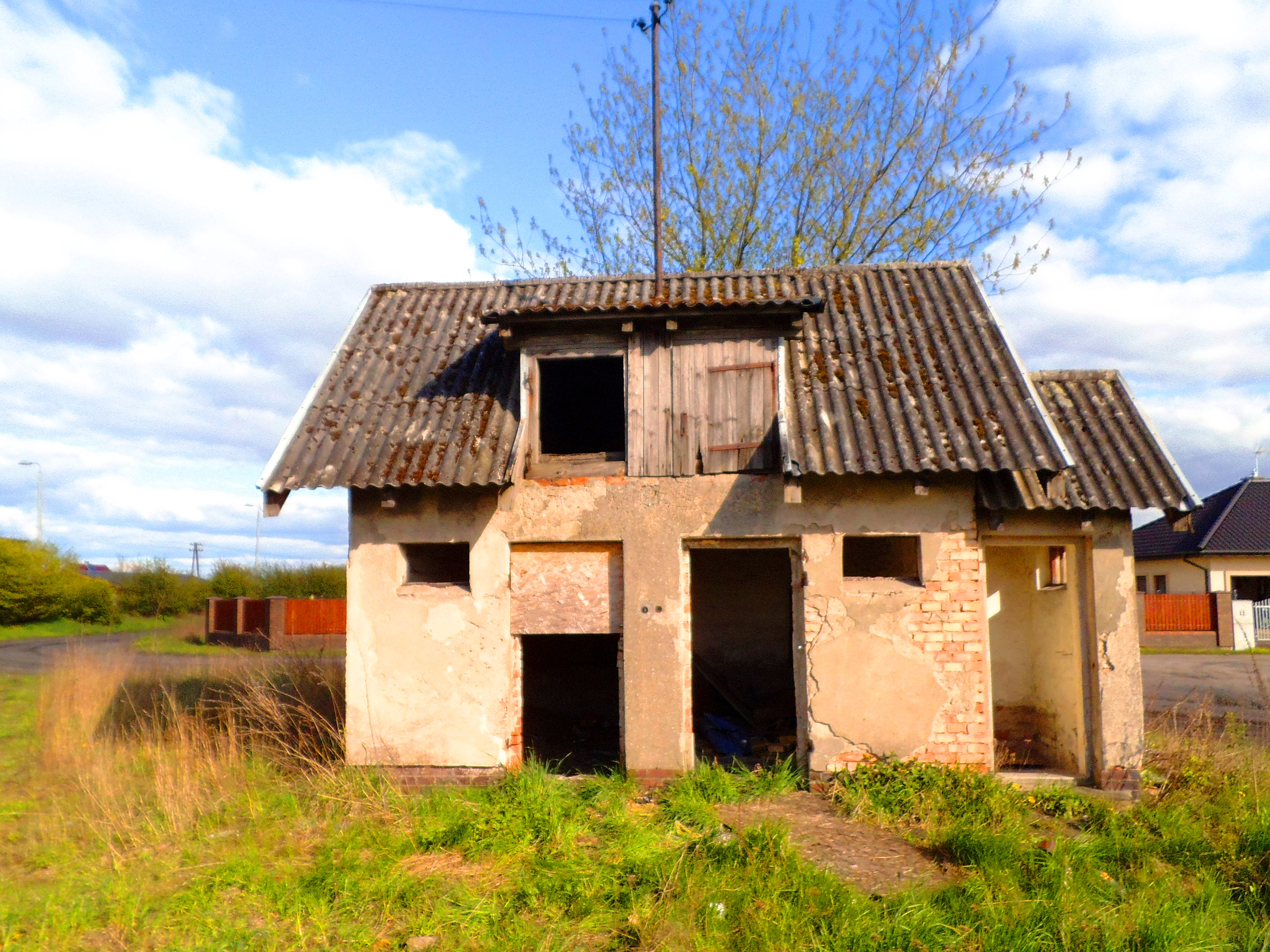
Budynek gospodarczy
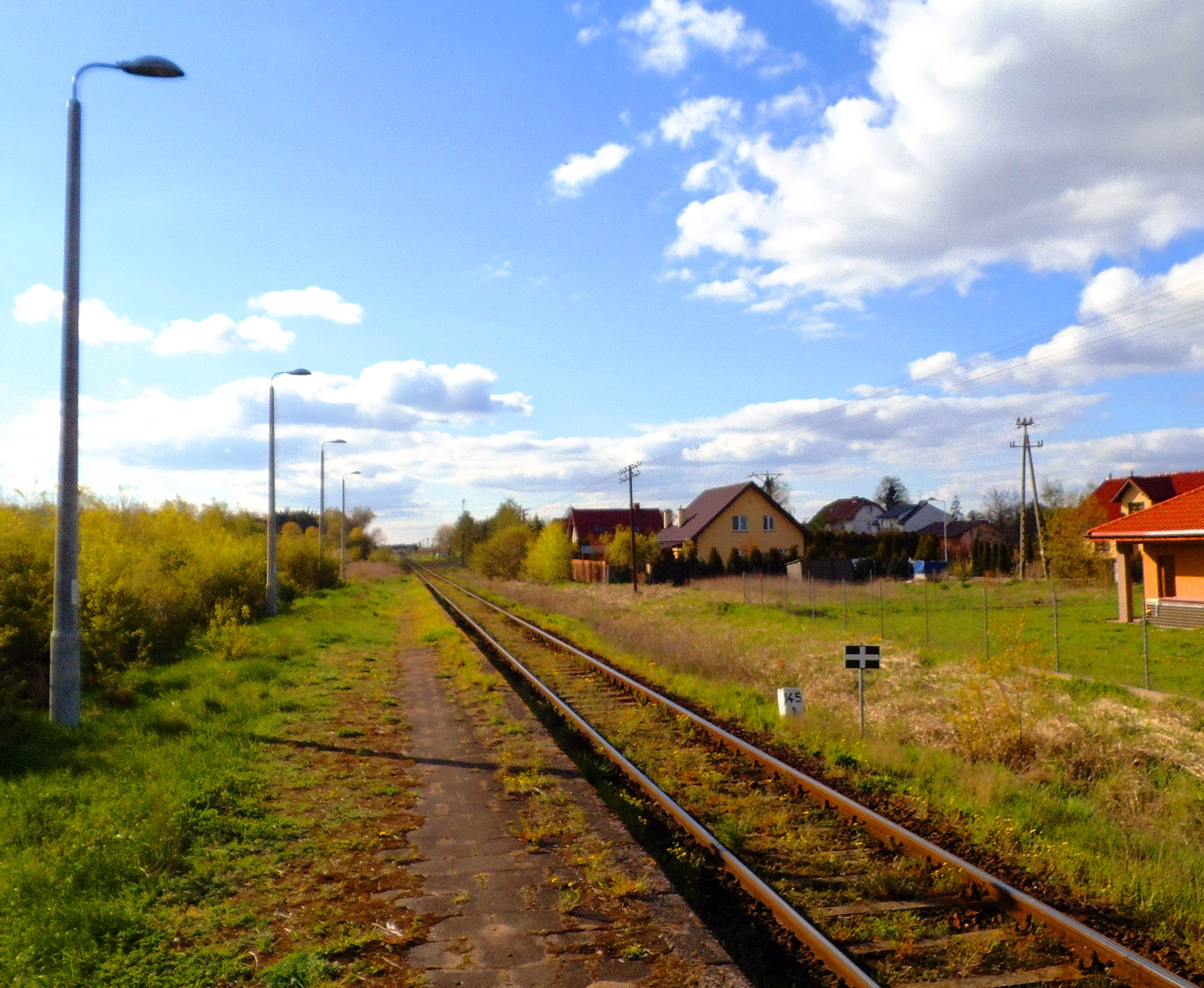
Linia kolejowa nr 27 w kierunku Toruniu